# Nałęcz (stacja techniczna)
Nałęcz – bocznica szlakowa utworzona w 1942 roku. Znajduje się w województwie świętokrzyskim w pobliżu wsi Nałęczów. Do 2015 roku była stacją techniczną. Posiada 2 tory główne i 2 tory boczne. Od bocznicy jest poprowadzony boczny tor do bazy paliw w Baryczy. W 2017 roku semafory świetlne i kształtowe zostały zlikwidowane.